# Anabate olivâtre
Automolus infuscatus
Espèce
Statut de conservation UICN

 LC  : Préoccupation mineure
L’Anabate olivâtre (Automolus infuscatus) est une espèce de passereaux de la famille des Furnariidae.

## Répartition

Aire de répartition d’Automolus infuscatus.

Cet oiseau se rencontre en Bolivie, au Brésil, en Colombie, en Équateur, au Guyana, en Guyane, au Pérou, au Suriname et au Venezuela.

## Liste des sous-espèces
Selon GBIF (15 avril 2024) :
- Automolus infuscatus badius Zimmer, 1935
- Automolus infuscatus cervicalis (P.L.Sclater, 1889)
- Automolus infuscatus infuscatus (P.L.Sclater, 1856)
- Automolus infuscatus purusianus Todd, 1948

## Classification
Le nom valide complet (avec auteur) de ce taxon est Automolus infuscatus (P.L.Sclater, 1856).
L'espèce a été initialement classée dans le genre Anabates sous le protonyme Anabates infuscatus Sclater, 1856.
Ce taxon porte en français les noms vernaculaires ou normalisés suivants : Anabate olivâtre,.
Automolus infuscatus a pour synonyme :
- Anabates infuscatus Sclater, 1856